# Barcelona Sporting Club
Barcelona Sporting Club is een voetbalclub uit Guayaquil, Ecuador. De club werd opgericht op 1 mei 1925 door de Catalaan Eutimio Pérez en de club werd vernoemd naar FC Barcelona. Het thuisstadion is het Estadio Monumental Isidro Romero Carbo, dat in 1987 werd geopend met een duel tegen Peñarol, een topclub uit Uruguay. Barcelona is een van de weinige topclubs uit Ecuador die niet is gevestigd in de hoofdstad Quito.

## Erelijst
- Campeonato Ecuatoriano (16)

1960, 1963, 1966, 1970, 1971, 1980, 1981, 1985, 1987, 1989, 1991, 1995, 1997, 2012, 2016, 2020
- Copa Libertadores

Finalist: 1990, 1998

## Eindklasseringen
| Seizoen | №  | Clubs | Divisie                | Duels | Winst | Gelijk | Verlies | Goals | Saldo | Punten | Tsch |
| ------- | -- | ----- | ---------------------- | ----- | ----- | ------ | ------- | ----- | ----- | ------ | ---- |
| 2009    | 10 | 12    | Campeonato Ecuatoriano | 34    | 10    | 11     | 13      | 33–37 | –4    | 41     |      |
| 2010    | 3  | 12    | Campeonato Ecuatoriano | 44    | 20    | 13     | 11      | 51–36 | +15   | 73     |      |
| 2011    | 5  | 12    | Campeonato Ecuatoriano | 44    | 18    | 13     | 13      | 51–44 | +7    | 67     |      |
| 2012    |    | 12    | Campeonato Ecuatoriano | 44    | 23    | 14     | 7       | 75–34 | +41   | 83     |      |
| 2013    | 5  | 12    | Campeonato Ecuatoriano | 44    | 18    | 14     | 12      | 54–43 | +11   | 68     |      |
| 2014    | 3  | 12    | Campeonato Ecuatoriano | 44    | 25    | 8      | 11      | 59–34 | +25   | 83     |      |
| 2015    | 4  | 12    | Campeonato Ecuatoriano | 44    | 18    | 10     | 16      | 56–45 | +11   | 62     |      |
| 2016    |    | 12    | Campeonato Ecuatoriano | 44    | 31    | 6      | 7       | 93–35 | +58   | 99     |      |

## Kampioensteams
- 1960 — Pablo Ansaldo, Miguel Estévez, Carlos Alume, Vicente Lecaro, Luciano Macías, Alejo Calderón, Mario Zambrano, Rigoberto Aguirre, Enrique Cantos, Mario Cordero, Ángel Cabezas, Leyton Zurita, César Jiménez, Jaime Servigón, Roberto Navas en Eduardo Moncayo.
- 1963 — Helinho, Alfonso Quijano, Vicente Lecaro, Luciano Macías, Miguel Bustamante, Mario Zambrano, Clímaco Cañarte, Washington Muñoz, Iris de Jesús López, Helio Cruz, Pablo Ansaldo, Ricardo Reyes Cassís, George, Miguel Estévez, Jair Simplicio de Souza, Tiriza, Glubis Occhipinti, Ruperto Reeves Patterson, Alejo Calderón, Gonzalo Salcedo en Francisco Aguirre.
- 1966 — Helinho, Miguel Bustamante, Vicente Lecaro, Luciano Macías, Pedro Gando, Walter Cárdenas, Rubén Ponce de León, Clímaco Cañarte, Mario Espinoza, Félix Lasso, Enrique Raymondi, Washington Muñoz, Moacyr Claudino Pinto, Vicente Mawyín en Juan Carlos Borteiro.
- 1970 — Luis Alberto Alayón, Walter Cárdenas, Vicente Lecaro, Juan Noriega, Luciano Macías, Gerson Teixeira, Miguel Ángel Coronel, Jorge Bolaños, Everaldo Ferreyra, Pedro Álvarez, Washington Muñoz, Víctor Peláez, Mario Espinoza, Ángel Macías, Juan Madruñero, Miguel Ángel Coronel, Anderson Hurtado, Édison Saldivia, Jorge Espín, Alfonso Quijano, Héctor Menéndez, Jorge Phoyu, Remberto Cortez, Gerardo Reinoso en Servelio Malagón.
- 1971 — Luis Alberto Alayón, Walter Cárdenas, Juan Noriega, Víctor Peláez, Miguel Pérez, Pedro León, Miguel Ángel Coronel, José Paes, Gerson Teixeira, Nelsinho, Alberto Spencer, Washington Muñoz, Perdro Álvarez, Gerardo Reinoso, Alfonso Quijano, Jorge Bolaños, Jorge Phoyu, Anderson Hurtado en Juan Madruñero.
- 1980 — Manga, Ney, Gil Nazareno, Julio Bardales, Pepe Paes, Flavio Perlaza, Juan Madruñero, Víctor Ephanor, Galo Vásquez, Escurinho, Mario Tenorio, José Tenorio, Alberto Andrade, Digner Valencia, Jorge Chica, Diego Cabezas, José Vergara, Joel Villacís, Fulman Camacho, Emeterio Vera, Wilson Nieves, Jorge Hoyos, Félix Lasso en Horacio Capiello.
- 1981 — Juan Domingo Pereira, Flavio Perlaza, Julio Bardales, Pepe Paes, Fausto Klínger, Alberto Andrade, Galo Vásquez, Carlos Torres Garcés, Mario Tenorio, Alcides de Oliveira, Víctor Ephanor, Carlos Gardel Bruno, Juan Madruñero, Wilson Nieves, Digner Valencia, Gil Nazareno, José Tenorio, Iván Matamba, Emeterio Vera, Fulman Camacho en José Vergara.
- 1985 — Carlos Luis Morales, Flavio Perlaza, Alfredo de los Santos, Tulio Quinteros, Fausto Klínger, Toninho Vieira, Galo Vásquez, Severino Vasconcelos, Mauricio Argüello, Lorenzo Klínger, Lupo Quiñónez, Walter Rolando Guerrero, Jimmy Montanero, Jimmy Izquierdo, Eddy Guerrero, Juan Madruñero, Holger Quiñónez, Víctor Mendoza, Oswaldo Páez, José Federico Minda, Carlos Gorozabel, Mario Tenorio, Luis Ordóñez, Luis Vite, Jair Goncalvez en Juan Madruñero.
- 1987 — Carlos Luis Morales, Jimmy Montanero, Tulio Quinteros, Hólger Quiñónez, Jimmy Izquierdo, Toninho Vieira, Galo Vásquez, Claudio Alcívar, Luis Ordóñez, Walkir Silva, Lorenzo Klínger, Víctor Mendoza, Walter Guerrero, Washington Aires, Mauricio Argüello, Luis Eduardo Vaca, Lupo Quiñónez, Víctor Mendoza, Joffre Sánchez, Pablo Martínez, Juan Madruñero, Flavio Perlaza, Fausto Klínger, Manuel Uquillas, Frank Granja en Lucitanio Castro.
- 1989 — Carlos Luis Morales, Julio Guzmán, Jimmy Montanero, Tulio Quinteros, Jimmy Izquierdo, Marcelo Hurtado, Mauricio Argüello, Galo Vásquez, Luis Ordóñez, Jimmy Jiménez, Manuel Uquillas, Víctor Mendoza, Janio Pinto, Magú, Aldomario Bitancourt, Frank Granja, Eduardo Smith, José Gavica, Carlos Valencia, Johnny Proaño, Mauricio Argüello en Hólger Quiñónez.
- 1991 — Carlos Luis Morales, Claudio Alcívar, Jimmy Montanero, Raúl Noriega, Jimmy Izquierdo, Marcelo Hurtado, Ángel Ramón Bernuncio, José Gavica, Rubén Darío Insúa, Carlos Muñoz, Manuel Uquillas, Víctor Mendoza, Wilson Macías, David Bravo, Freddy Bravo, Hans Maldonado, Hermen Benítez, Carlos Gerardo Russo, José Cevallos, Carlos León Argudo, Julio Guzmán en Johnny Proaño.
- 1995 — José Cevallos, Claudio Alcívar, Fricson George, Jimmy Montanero, Byron Tenorio, Raúl Noriega, Héctor Carabalí, Marcelo "Pepo" Morales, Julio César Rosero, Ulises de la Cruz, Gilson de Souza, Carlos Alfaro Moreno, Luis Gómez, José Gavica, José Mora, Alberto Montaño, Emilio Valencia, Marcelo Benítez, Víctor Mendoza, Édison Maldonado, José Guerrero, Geovanny Salinas, Carlos Yánez, Joel Vargas, Carlos Alvarado, Juan León en Manuel Uquillas.
- 1997 — José Cevallos, Luis Gómez, Jimmy Montanero, Luis Capurro, Fricson George, Héctor Carabalí, Marcelo Morales, Julio César Rosero, Marco Etcheverry, Nicolás Asencio, Agustín Delgado, Antony de Ávila, Máximo Tenorio, Wagner Rivera, Alberto Montaño, Raúl Noriega, Raúl Avilés, Manuel Uquillas, Joe Vargas, Arlin Ayoví, Teodoro Jauch, Emilio Valencia, Robson da Silva, José Mora, Carlos Alfaro Moreno en Víctor Mendoza.
- 2012 — Miguel Ibarra, Máximo Banguera, José Luis Perlaza, José Amaya, Michael Arroyo, José Ayoví, Iván Borghello, Luis Caicedo, Jayro Campos, Christian Cruz, Brayan de la Torre, Damián Díaz, Frickson Erazo, Juan Carlos Ferreyra, Carlos Gruezo, Jorge Ladines, Damián Lanza, Pablo Lugüercio, Hólger Matamoros, Narciso Mina, Edson Montaño, Matías Oyola, Roosevelt Oyola, Michael Jackson Quiñónez, Renzo Revoredo, Pablo Saucedo, Kevin Torres, Víctor Valarezo, Andersson Ordóñez, Mauro Rosero, Cristofer Suárez en Carlos Morán.
- 2016 — Pedro Velasco, Damián Díaz, Gabriel Marques, Darío Aimar, Jonatan Alvez, Máximo Banguera, Erick Castillo, Ely Esterilla, Mario Pineida, Segundo Castillo, Richard Calderón, Washington Vera, Cristian Penilla, Matías Oyola, Oswaldo Minda, Ismael Blanco, Christian Suárez, Tito Valencia, Christian Alemán, Andersson Ordóñez, Roosevelt Oyola, Damián Lanza, Xavier Arreaga, Marcos Caicedo, Luis Checa, William Erreyes en Herlin Lino. Trainer-coach: Guillermo Almada.

## Copa Libertadores

### Copa Libertadores 1990
Onder leiding van trainer-coach Miguel Angel Brindisi wist Barcelona Sporting Club in 1990 voor de eerste keer in de clubgeschiedenis door te dringen tot de finale van de strijd om de Copa Libertadores, de Zuid-Amerikaanse equivalent van de Champions League. In de finale over twee wedstrijden verloren de Ecuadoranen van Club Olimpia Asunción uit Paraguay. Op de 2-0 in Asunción voor de thuisploeg, door treffers van Raúl Amarilla en Adriano Samaniego, volgde een 1-1 gelijkspel in Guayaquil. Voor Barcelona scoorde de Argentijn Marcelo Trobbiani in de return voor eigen publiek.
| Seizoen                | Datum                   | Wedstrijden | Wedstrijden             | Wedstrijden | Uitslag |
| ---------------------- | ----------------------- | ----------- | ----------------------- | ----------- | ------- |
| Eerste ronde (groep 1) |                         |             |                         |             |         |
| 14 maart               | Barcelona Sporting Club | –           | Club Sport Emelec       | 0 – 0       |         |
| 27 maart               | Barcelona Sporting Club | –           | Oriente Petrolero       | 2 – 1       |         |
| 4 april                | Club Sport Emelec       | –           | Barcelona Sporting Club | 3 – 1       |         |
| 10 april               | The Strongest           | –           | Barcelona Sporting Club | 2 – 1       |         |
| 14 april               | Oriente Petrolero       | –           | Barcelona Sporting Club | 1 – 1       |         |
| 17 april               | Barcelona Sporting Club | –           | The Strongest           | 1 – 0       |         |
| Play-offs              |                         |             |                         |             |         |
| 9 mei                  | Barcelona Sporting Club | –           | Oriente Petrolero       | 3 – 1       |         |
| 16 mei                 | Oriente Petrolero       | –           | Barcelona Sporting Club | 3 – 2       |         |
| Tweede ronde           |                         |             |                         |             |         |
| 8 augustus             | Barcelona Sporting Club | –           | CA Progreso             | 2 – 0       |         |
| 14 augustus            | CA Progreso             | –           | Barcelona Sporting Club | 2 – 2       |         |
| Kwartfinale            |                         |             |                         |             |         |
| 22 augustus            | Club Sport Emelec       | –           | Barcelona Sporting Club | 0 – 0       |         |
| 29 augustus            | Barcelona Sporting Club | –           | Club Sport Emelec       | 1 – 0       |         |
| Halve finale           |                         |             |                         |             |         |
| 5 september            | CA River Plate          | –           | Barcelona Sporting Club | 1 – 0       |         |
| 12 september           | Barcelona Sporting Club | –           | CA River Plate          | 1 – 0       |         |
| Finale                 |                         |             |                         |             |         |
| 3 oktober              | Club Olimpia Asunción   | –           | Barcelona Sporting Club | 2 – 0       |         |
| 10 oktober             | Barcelona Sporting Club | –           | Club Olimpia Asunción   | 1 – 1       |         |

### Copa Libertadores 1998
Ook in het seizoen 1998 drong Barcelona SC door tot de eindstrijd van de Copa Libertadores. De ploeg stond destijds onder leiding van de Argentijnse trainer-coach Rubén Darío Insúa en bestond uit spelers als José Cevallos, Jimmy Montanero, Raúl Noriega, Héctor Carabalí, Fricson George, Antony de Ávila en Agustín Delgado. In de finale over twee wedstrijden bleek de ploeg echter niet opgewassen tegen het Braziliaanse CR Vasco da Gama, dat de heenwedstrijd op 12 augustus met 2-0 won door doelpunten van Donizete en Luizão. In de return scoorden beide spelers opnieuw. De tegentreffer van oudgediende De Ávila was niet genoeg voor Barcelona SC: 1-2.
| Seizoen                | Datum                    | Wedstrijden | Wedstrijden              | Wedstrijden | Uitslag |
| ---------------------- | ------------------------ | ----------- | ------------------------ | ----------- | ------- |
| Eerste ronde (groep 1) |                          |             |                          |             |         |
| 25 februari            | Barcelona Sporting Club  | –           | Sociedad Deportivo Quito | 0 – 0       |         |
| 6 maart                | Barcelona Sporting Club  | –           | Atlético Bucaramanga     | 2 – 0       |         |
| 13 maart               | Barcelona Sporting Club  | –           | América de Cali          | 1 – 0       |         |
| 18 maart               | Sociedad Deportivo Quito | –           | Barcelona Sporting Club  | 1 – 1       |         |
| 31 maart               | Atlético Bucaramanga     | –           | Barcelona Sporting Club  | 1 – 0       |         |
| 3 april                | América de Cali          | –           | Barcelona Sporting Club  | 1 – 1       |         |
| Tweede ronde           |                          |             |                          |             |         |
| 15 april               | Barcelona Sporting Club  | –           | Colo-Colo                | 2 – 1       |         |
| 29 april               | Colo-Colo                | –           | Barcelona Sporting Club  | 2 – 2       |         |
| Kwartfinale            |                          |             |                          |             |         |
| 13 mei                 | Club Bolívar             | –           | Barcelona Sporting Club  | 1 – 1       |         |
| 27 mei                 | Barcelona Sporting Club  | –           | Club Bolívar             | 4 – 0       |         |
| Halve finale           |                          |             |                          |             |         |
| 16 juli                | Barcelona Sporting Club  | –           | Cerro Porteño            | 1 – 0       |         |
| 22 juli                | Cerro Porteño            | –           | Barcelona Sporting Club  | 2 – 1       |         |
| Finale                 |                          |             |                          |             |         |
| 12 augustus            | CR Vasco da Gama         | –           | Barcelona Sporting Club  | 2 – 0       |         |
| 26 augustus            | Barcelona Sporting Club  | –           | CR Vasco da Gama         | 1 – 2       |         |

## Bekende (oud-)trainers
- Luis Santibáñez (1985–1986)
- Oscar Malbernat (1990)
- Jorge Habegger (1991–1992; 1994; 1998–1999; 2004–2005)
- Dušan Drašković (1995)
- Rubén Insúa (1997–1998; 2004; 2010–2011)
- Víctor Luna (2004)
- Carlos Sevilla (2005)
- Mario Jacquet (2006–2007)
- Luis Cubilla (2007)
- Reinaldo Merlo (2008)
- Benito Floro (2009)
- Juan Llop (2010)
- Carlos Grueso (2010)
- Álex Aguinaga (2011)
- Luis Zubeldía (2012–2013)
- Gustavo Costas (2012–2013)
- Walter Guerrero (2013)
- Luis Gustavo Soler (2013)
- Carlos Ischia (2014)
- Rubén Israel (2014–2015)
- Carlos Asanza (2015)
- Guillermo Almada (2015–2019)
- Leonardo Ramos (2019)
- Fabián Bustos (2019–)
- Jorge Célico (2022)